# Zappeion
Zappeion (tiếng Hy Lạp: Ζάππειον Μέγαρο, Záppeion Mégaro); là 1 toà nhà nằm ở Vườn Quốc gia tại trung tâm Athens, Hy Lạp. Nó thường được dùng cho các buổi gặp mặt và các lễ kỉ niệm

## Xây dựng Zappeion
Vào năm 1869, Quốc hội Hy Lạp phân 80,000 mét vuông (860,000 thước vuông)  phần đất công nằm giữa Vườn cung điện và và Đền thờ Zeus, và đồng thời thông qua 1 đạo luật vào ngày 30 tháng 11 năm 1869 "cho việc xây dựng Thế vận hội Olympic", vì Zappeion là tòa nhà đầu tiên được dựng lên nhằm khổi phục lại Thế vận hội Olympic. Sân vận động Panathenian cổ đại cũng được tân trang lại như 1 phần công việc cho Thế vận hội Olympic. Sau một số chậm trễ, vào ngày 20 thàng 1 năm 1874,nền móng của tòa nhà đã được đặt; tòa nhà mới này được thiết kế bởi 1 kiến trúc sư người ĐứcTheophil Hansen. Cuối cùng,vào ngày 20 thàng 10 năm 1888,  Zappeion được mở. Thật không may vì nhà tài trợ của nó, Evangelis Zappas,  không sống đủ lâu để thấy Zappeion được xây dựng, và anh họ Konstantinos Zappas được đề cử bởi Evangelos Zappas đẻ hoàn thành tòa nhà này. Tòa Quốc hội Áo cũng được thiết kế bởi Hansen vào được xây dựng theo cùng 1 thiết kế ở bên ngoài

## Lịch sử
Zappeion được sử dụng trong suốt mùa hè năm 1896 Olympics như 1 hội trường đấu kiếm chính. 1 thập kỉ sau, tại Thế vận hội xen kẽ năm 1906,nó được sử dụng như Nhà thi đấu Olympic. Nó đóng vai trò là first host cho ATHOC cho Thế vận hội 2004 từ năm 1998 đến năm 1999 và đóng vai trò như the press center trong suotts Thế vận hội năm 2004. Vào năm 1938, Trạm Phát sóng Athens,đài truyền hình đầu tiên của quốc gia,bắt đầu hoạt động trong cơ sở. Tòa nhà tiếp tục là trụ sở của Đài Phát thanh Quốc gia cho đến khi Nhà Đài được khánh thành vào năm 1970.
Một số sự kiện lịch sử đã diễn ra tại Zappeion, bao gồm cả việc ký kết các văn bản chính thức hóa việc gia nhập Cộng đồng Châu Âu của Hy Lạp vào tháng 5 năm 1979, diễn ra tại tòa nhà ốp đá cẩm thạch.